# Furzi-Vibor
La Vibor, già Furzi, è stata una squadra italiana di ciclismo su strada maschile attiva nel professionismo tra il 1974 e il 1979. Passò dalla denominazione iniziale di Furzi a Furzi-Vibor nel 1976, gareggiando quindi come Vibor nel 1977 e nel 1978, e come CBM Fast-Gaggia nel 1979.

## Storia
Dopo sette anni di attività nelle categoria dilettantistiche, il Gruppo Sportivo Furzi debuttò nel professionismo all'inizio della stagione 1974. Lo sponsor era l'omonimo mobilificio con sede a Piancastagnaio, guidato dai fratelli Assunto e Franco Furzi, mentre la direzione sportiva era affidata a Carlo Menicagli. Per il primo anno tra i pro vennero messi sotto contratto alcuni ciclisti esperti, quali Guerrino Tosello e Carlo Brunetti, insieme a diversi giovani. La squadra venne invitata al Giro d'Italia, presentando al via anche lo spagnolo Agustín Tamames. Nel 1975 il team fu rinnovato con l'arrivo in squadra di ciclisti come Costantino Conti, Giancarlo Polidori, Davide Boifava e il giovane Alfredo Chinetti; proprio Conti in stagione vinse il Giro di Toscana e il Gran Premio Industria e Commercio di Prato, e concluse quarto alla Milano-Sanremo e ottavo al Giro d'Italia.
Nel 1976 la Furzi abbinò il proprio nome a quello di Vibor, azienda di cucine componibili con sede a Luzzara, formando la nuova Furzi-Vibor. Tra i nuovi arrivi vi furono l'ex campione del mondo Marino Basso e l'esperto Italo Zilioli: proprio Basso diede alla squadra due successi parziali alla Vuelta al País Vasco e uno alla Volta a Catalunya, oltre a tre podi di tappa al Giro d'Italia, mentre Zilioli a fine stagione si ritirò dalle corse per diventare direttore sportivo del team.
Nella stagione 1977 la nuova Vibor di Zilioli, rinforzata da ciclisti come Franco Bitossi, Luciano Borgognoni e Renato Laghi, colse ben tre successi di tappa al Giro d'Italia: due con Borgognoni, a Foggia e nella frazione finale a Milano, e uno con Laghi a San Pellegrino Terme. L'anno dopo la Vibor fu ancora in evidenza durante la "Corsa rosa": l'esperto Wladimiro Panizza, nuovo leader della squadra, ottenne il successo nella tappa del Monte Bondone, oltre al quarto posto nella graduatoria generale finale, mentre il ventunenne Roberto Visentini primeggiò nella classifica dei giovani. 
Nel 1979 Zilioli, con l'addio di Panizza, punta su Visentini come capitano; cambia anche la denominazione della squadra, che diventa CBM Fast-Gaggia, dai marchi delle bombolette antiforatura CBM Fast e dall'azienda di macchine per caffè Gaggia. In stagione Visentini conclude decimo al Giro d'Italia, secondo miglior giovane, ma non ottiene successi. A fine stagione la formazione cessa l'attività.

## Cronistoria

### Annuario
| Anno | Codice | Nome            | Cat. | Biciclette | Dirigenza                      |
| ---- | ------ | --------------- | ---- | ---------- | ------------------------------ |
| 1974 | -      | Furzi           | Pro  | Viner      | Dir. sportivi: Carlo Menicagli |
| 1975 | -      | Furzi-F.T.      | Pro  | Viner      | Dir. sportivi: Carlo Menicagli |
| 1976 | -      | Furzi-Vibor     | Pro  | Viner      | Dir. sportivi: Carlo Menicagli |
| 1977 | -      | Vibor           | Pro  | Alan       | Dir. sportivi: Italo Zilioli   |
| 1978 | -      | Vibor           | Pro  | Alan       | Dir. sportivi: Italo Zilioli   |
| 1979 | -      | CBM Fast-Gaggia | Pro  | Alan       | Dir. sportivi: Italo Zilioli   |

## Risultati principali
- Giro di Toscana: Tino Conti (1975)
- Giro d'Italia 6 partecipazioni (1974, 1975, 1976, 1977, 1978, 1979)

3 vittorie nel 1977: Luciano Borgognoni (2), Renato Laghi
1 vittoria nel 1978: Wladimiro Panizza